# Europapokal der Pokalsieger 1960/61
Der Europapokal der Pokalsieger 1960/61 war die erste Ausspielung des Wettbewerbs europäischer Fußball-Pokalsieger. Diese hatte noch inoffiziellen Charakter, da sie noch nicht von der UEFA organisiert wurde, sondern von einem Komitee, das aus Funktionären der teilnehmenden Vereine bestand. Die Finalspiele fanden am 17. und 27. Mai 1961 zwischen dem AC Florenz und den Glasgow Rangers statt. Florenz gewann durch ein 2:0 in Glasgow und einen 2:1-Heimsieg mit 4:1 in der Addition die erste Austragung. Torschützenkönig wurde Kurt Hamrin mit sechs Treffern, der bei den siegreichen Italienern unter Vertrag stand.
Lediglich 10 Klubmannschaften nahmen teil, darunter 6 amtierende Pokalsieger, 2 Pokalfinalisten und 2 Vizemeister. Der tschechoslowakische Vertreter Spartak ZJŠ Brno stand zu diesem Zeitpunkt erst im Finale des nationalen Pokalwettbewerbs, Italien sandte mit dem AC Florenz den Pokalfinalisten, da Juventus Turin als italienischer Double-Gewinner bereits für den Europapokal der Landesmeister 1960/61 qualifiziert war. In Ungarn gab es zu diesem Zeitpunkt keinen nationalen Pokalwettbewerb, Teilnehmer Ferencváros Budapest war Vizemeister. Der Fußballverband der DDR entsandte statt des Pokalsiegers Dynamo Berlin den Vizemeister der Saison 1959 ASK Vorwärts Berlin, weil dieser als geeigneterer Vertreter der DDR angesehen wurde.
Aus Westdeutschland waren der DFB-Pokalsieger Borussia Mönchengladbach, aus Österreich der ÖFB-Cupsieger FK Austria Wien und aus der Schweiz Pokalsieger FC Luzern am Start.

## Modus
Die Teilnehmer spielten im reinen Pokalmodus mit Hin- und Rückspielen (einschließlich Finale) den Sieger aus. Bei Torgleichstand nach Verlängerung im Rückspiel wäre es zu einem Entscheidungsspiel auf neutralem Platz gekommen, da ein Elfmeterschießen noch nicht vorgesehen war. Die Auswärtstorregel galt ebenfalls noch nicht.

## 1. Runde
Die Hinspiele fanden am 31. Juli und 28. September, die Rückspiele am 11. August und 12. Oktober 1960 statt.
|                     | Gesamt |                      | Hinspiel | Rückspiel |
| ------------------- | ------ | -------------------- | -------- | --------- |
| ASK Vorwärts Berlin | 2:3    | Spartak Brno ZJŠ     | 2:1      | 0:2       |
| Glasgow Rangers     | 5:4    | Ferencváros Budapest | 4:2      | 1:2       |

## Viertelfinale
Die Hinspiele fanden vom 28. September bis zum 23. November, die Rückspiele vom 26. Oktober bis zum 28. Dezember 1960 statt.
|                          | Gesamt |                         | Hinspiel | Rückspiel |
| ------------------------ | ------ | ----------------------- | -------- | --------- |
| Spartak Brno ZJŠ         | 0:2    | Dinamo Zagreb           | 0:0      | 0:2       |
| FK Austria Wien          | 2:5    | Wolverhampton Wanderers | 2:0      | 0:5       |
| Borussia Mönchengladbach | 00:11  | Glasgow Rangers         | 0:3      | 0:8       |
| FC Luzern                | 2:9    | AC Florenz              | 0:3      | 2:6       |

## Halbfinale
Die Hinspiele fanden am 22./29. März, die Rückspiele am 12./19. April 1961 statt.
|                 | Gesamt |                         | Hinspiel | Rückspiel |
| --------------- | ------ | ----------------------- | -------- | --------- |
| AC Florenz      | 4:2    | Dinamo Zagreb           | 3:0      | 1:2       |
| Glasgow Rangers | 3:1    | Wolverhampton Wanderers | 2:0      | 1:1       |

## Finale

### Hinspiel
| Glasgow Rangers                                  | Glasgow Rangers | AC Florenz | AC Florenz |
| ------------------------------------------------ | --- | --- | ---------- |
| Glasgow Rangers                                  | \| 17. Mai 1961 in Glasgow (Ibrox Park) \| \| Ergebnis: 0:2 (0:1) \| \| Zuschauer: 80.000 \| \| Schiedsrichter: Carl Erich Steiner ( Österreich) \|                              | \| 17. Mai 1961 in Glasgow (Ibrox Park) \| \| Ergebnis: 0:2 (0:1) \| \| Zuschauer: 80.000 \| \| Schiedsrichter: Carl Erich Steiner ( Österreich) \|                                                                           | AC Florenz |
| Glasgow Rangers                                  | Billy Ritchie – Bobby Shearer, Eric Caldow – Harold Davis, Bill Paterson, Jim Baxter – Davie Wilson, Ian McMillan, Alex Scott, Ralph Brand, Robert Hume Cheftrainer: Scott Symon | Enrico Albertosi – Enzo Robotti, Sergio Castelletti – Piero Gonfiantini, Alberto Orzan , Claudio Rimbaldo – Kurt Hamrin, Dante Micheli, Dino da Costa, Luigi Milan, Gianfranco Petris Cheftrainer: Nándor Hidegkuti ( Ungarn) | AC Florenz |
| Glasgow Rangers                                  | 0:1 Luigi Milan (12.) 0:2 Luigi Milan (88.) | | AC Florenz |
| 17. Mai 1961 in Glasgow (Ibrox Park)             | | |            |
| Ergebnis: 0:2 (0:1)                              | | |            |
| Zuschauer: 80.000                                | | |            |
| Schiedsrichter: Carl Erich Steiner ( Österreich) | | |            |

### Rückspiel
| AC Florenz                               | AC Florenz | Glasgow Rangers | Glasgow Rangers |
| ---------------------------------------- | --- | --- | --------------- |
| AC Florenz                               | \| 27. Mai 1961 in Florenz (Comunale) \| \| Ergebnis: 2:1 (1:0) \| \| Zuschauer: 27.000 \| \| Schiedsrichter: Vilmos Hernádi ( Ungarn) \|                                                                                     | \| 27. Mai 1961 in Florenz (Comunale) \| \| Ergebnis: 2:1 (1:0) \| \| Zuschauer: 27.000 \| \| Schiedsrichter: Vilmos Hernádi ( Ungarn) \|                                         | Glasgow Rangers |
| AC Florenz                               | Enrico Albertosi – Enzo Robotti, Sergio Castelletti – Piero Gonfiantini, Alberto Orzan , Claudio Rimbaldo – Kurt Hamrin, Dante Micheli, Dino da Costa, Luigi Milan, Gianfranco Petris Cheftrainer: Nándor Hidegkuti ( Ungarn) | Billy Ritchie – Bobby Shearer, Eric Caldow – Harold Davis, Bill Paterson, Jim Baxter – Alex Scott, Ian McMillan, Jimmy Millar, Ralph Brand, Davie Wilson Cheftrainer: Scott Symon | Glasgow Rangers |
| AC Florenz                               | 1:0 Luigi Milan (12.) 2:1 Kurt Hamrin (86.) | 1:1 Alex Scott (60.) | Glasgow Rangers |
| 27. Mai 1961 in Florenz (Comunale)       | | |                 |
| Ergebnis: 2:1 (1:0)                      | | |                 |
| Zuschauer: 27.000                        | | |                 |
| Schiedsrichter: Vilmos Hernádi ( Ungarn) | | |                 |

## Beste Torschützen
| Rang | Spieler         | Klub                    | Tore |
| ---- | --------------- | ----------------------- | ---- |
| 1    | Kurt Hamrin     | AC Florenz              | 6    |
| 2    | Jimmy Millar    | Glasgow Rangers         | 5    |
|      | Ralph Brand     | Glasgow Rangers         | 5    |
| 4    | Antoninho       | AC Florenz              | 4    |
|      | Luigi Milan     | AC Florenz              | 4    |
|      | Alex Scott      | Glasgow Rangers         | 4    |
| 7    | Peter Broadbent | Wolverhampton Wanderers | 3    |